# ジャック・ピッカースギル
ジョン “ジャック”・ホイットニー・ピッカースギル (英語: John “Jack” Whitney Pickersgill、1905年6月23日 - 1997年11月14日) は、カナダの官僚、政治家である。ピッカースギルは枢密院書記官長を務めた後、自由党の要職や閣僚にも就任したカナダ政界の重鎮である。

## 生涯

### 来歴
1905年にオンタリオ州ワイコムに生まれた。子供時代に一家はマニトバ州アシャーンに引っ越した。ピッカースギルは貧しい農家で育ったが、卓抜した能力のおかげでマニトバ大学やオックスフォード大学に進学することができた。1929年から1937年まではウェスレー・カレッジ（ウィニペグ大学）で歴史を教えた。なお、彼の長兄は第二次世界大戦の英雄のひとりであるフランク・ピッカースギルである。

### 上級官僚
1937年にピッカースギルは外務省に転職し、三等書記官になったが、すぐにマッケンジー・キング首相の私設秘書補佐となった。1945年には首相の特別顧問となり、正式に内閣官房の責任者となった。彼はキングの後継者であるルイ・サンローラン首相の下でも働き、1952年には枢密院書記官長となった。彼は首相側近として扶養家族手当の創設や戦後復興、公務員制度改革、ニューファンドランドの連邦加入などに尽力した。キング、サンローラン両首相から信任は厚く、政界では長年「ジャックに話をつけておけ」が合言葉となっていた。彼はまた20世紀以降の連邦選挙のすべての当落を暗記していたという。

### 政治家
ピッカースギルは1953年の連邦下院選に自由党の候補として出馬し、当選した。ニューファンドランド州ボナビスタ・トゥウィリンゲート選挙区にとって彼は落下傘候補であったが、1940年代後半からニューファンドランドの政治に関わり、州の連邦加入運動を後押しする役割を果たしていた。
1953年にピッカースギルは内務相としてサンローラン政権に入閣し、54年には市民権・移民担当大臣になった。1957年の選挙で自由党が敗れたときも再選され、進歩保守党のディーフェンベーカー政権を苦しめ、自由党の「黙示録の4人騎士」と称された。それでもディーフェンベーカーは彼に一目をおき、「ピッカースギルのいない議会は悪魔のいない地獄のようなものだ」とも述べていた。
1963年の選挙でレスター・B・ピアソンが政権を奪還すると、ピッカースギルは内務相と院内総務となり、その後は運輸相として活動した。1967年に政界を引退するとカナダ運輸委員会委員長に就任し、1975年まで務めた。1990年にはミーチレイク協定を支持するために久しぶりに公の場に戻ってきたが、協定の実現はかなわなかった。
2012年の報道によれば、ピッカースギルは1960年代にカナダ連邦警察によってソビエト連邦との関係を捜査された68人の政治家・官僚の一人であったことが判明した。公開された資料によると、カナダ連邦警察は彼らとソ連との関係を示す証拠はないと結論づけていた。

## 栄典・名誉
1970年にカナダ勲章コンパニオンを受章した。また1967年にはマニトバ大学から、1982年にはウィニペグ大学からも名誉学位を授与されている。

## 著作
- The Mackenzie King Record (1960)
- The Liberal Party(1962)
- My Years with Louis St. Laurent: A Political Memoir (1975)
- Louis St. Laurent (1981)
- The Road Back (1986)
- Seeing Canada Whole: A Memoir (1994)